# Kubed
Kubed este o localitate din comuna Koper, Slovenia, cu o populație de 165 de locuitori.